# Algorta (Urugwaj)
Algorta – miasto w Urugwaju, w departamencie Río Negro.